# 罗伯特·加尔多斯
罗伯特·加尔多斯（德語：Robert Gardos，1979年1月16日—），奥地利男子乒乓球运动员。他曾代表奥地利参加2008年、2012年、2016年和2020年夏季奥林匹克运动会乒乓球比赛。